# Jorge Azanza
Jorge Azanza Soto (ur. 16 czerwca 1982 w Alsasua) – hiszpański kolarz szosowy baskijskiej drużyny należącej do UCI ProTour Euskaltel-Euskadi. Do zawodowego peletonu należy od 2005 roku.
Jeszcze jako amator odniósł swój największy jak do tej pory sukces. Wygrał klasyfikację generalna Vuelta a Cordoba w 2004 roku. Jako zawodowiec w barwach Kaiku potrafił być 6 w etapowcu Trofeo Calvia oraz 12 w znanym Grand Prix Miguel Indurain. Wszystkie te sukcesy odniósł w 2006 roku. Rok później już jako kolarz Euskaltelu zadebiutował w Tour de France. Był tylko pomocnikiem swoich liderów, ale cała ekipa Euskaltel-Euskadi zaprezentowała się bardzo dobrze. W klasyfikacji generalnej zajął 82. miejsce, a w klasyfikacji młodzieżowej był 11.
Azanza jest typowym gregario. Zawsze pomaga swoim liderom, czyli Samuelowi Sanchezowi oraz Haimarowi Zubeldii. Jest pomocny na górskich etapach.

## Najważniejsze zwycięstwa i sukcesy
- 2004 – zwycięstwo w klasyfikacji generalnej Vuelta a Cordoba
- 2005 – 9. w Tour de Rioja
- 2006 – 6. w klasyfikacji generalnej Trofeo Calvia; 12 w Grand Prix Miguel Indurain
- 2007 – 82. w klasyfikacji generalnej i 11 w klasyfikacji młodzieżowej Tour de France